# Retrato de María Portinari

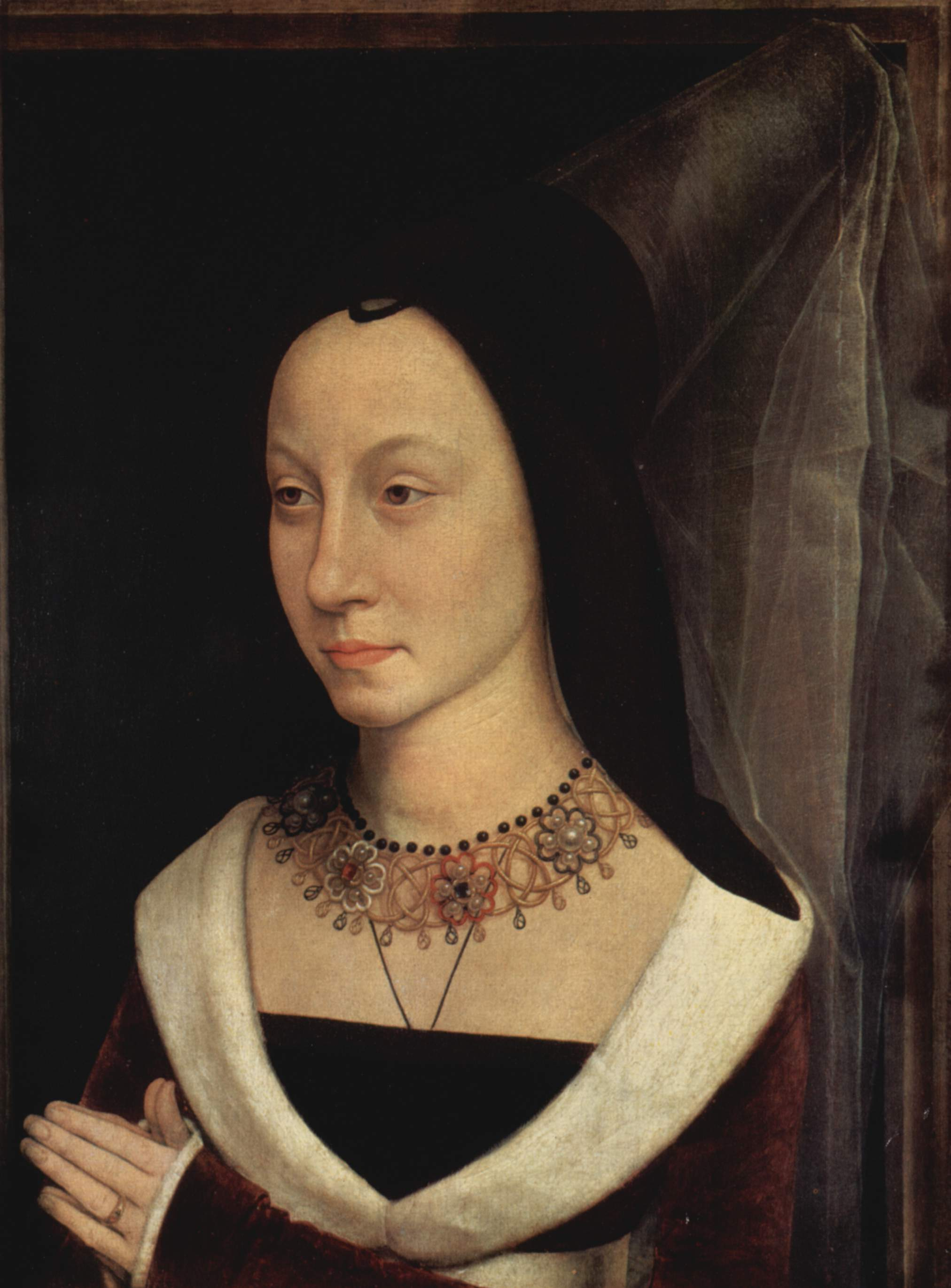
Retrato de María Portinari, c. 1470–72. Incluyendo marco: 44.1 x 34 cm. Museo Metropolitano de Arte, Nueva York.

Retrato de María Portinari es una pequeña pintura (c. 1470-72) de Hans Memling a témpera y óleo sobre tabla de roble. Retrata a María Maddalena Baroncelli, muy poco conocida. Tiene aproximadamente 14 años, pues es retratada poco antes de su boda o poco después con el banquero italiano Tommaso Portinari. María está vestida a la moda flamenca de finales del siglo XV, con un hennin negro con un largo velo transparente y un elaborado y original collar. Su tocado es similar y el collar idéntico a los de su representación en el posterior Tríptico Portinari (c. 1476-1478) de Hugo van der Goes. El panel es el ala derecha de un tríptico devocional; la perdida tabla central consta como una Virgen con el Niño en inventarios del siglo XVI, y la tabla izquierda retrata a su esposo. La obra fue encargada por Tommaso, miembro de una prominente familia florentina. Tommaso era confidente de Carlos el Temerario y ambicioso director de la sucursal en Brujas del banco controlado por Lorenzo de Médici, y un bien conocido y activo patrocinador del arte flamenco. Tommaso finalmente perdió su posición debido a una serie de grandes préstamos no garantizados y arriesgados dados a Carlos, y regresó definitivamente a Florencia en 1498.
Los retratos de María y Tommaso cuelgan ahora uno junto al otro en el Museo Metropolitano de Arte en Nueva York. La tabla central está perdida; algunos historiadores del arte sugieren que puede haber sido una Virgen con el Niño en la Galería Nacional, en Londres.

## Comisión

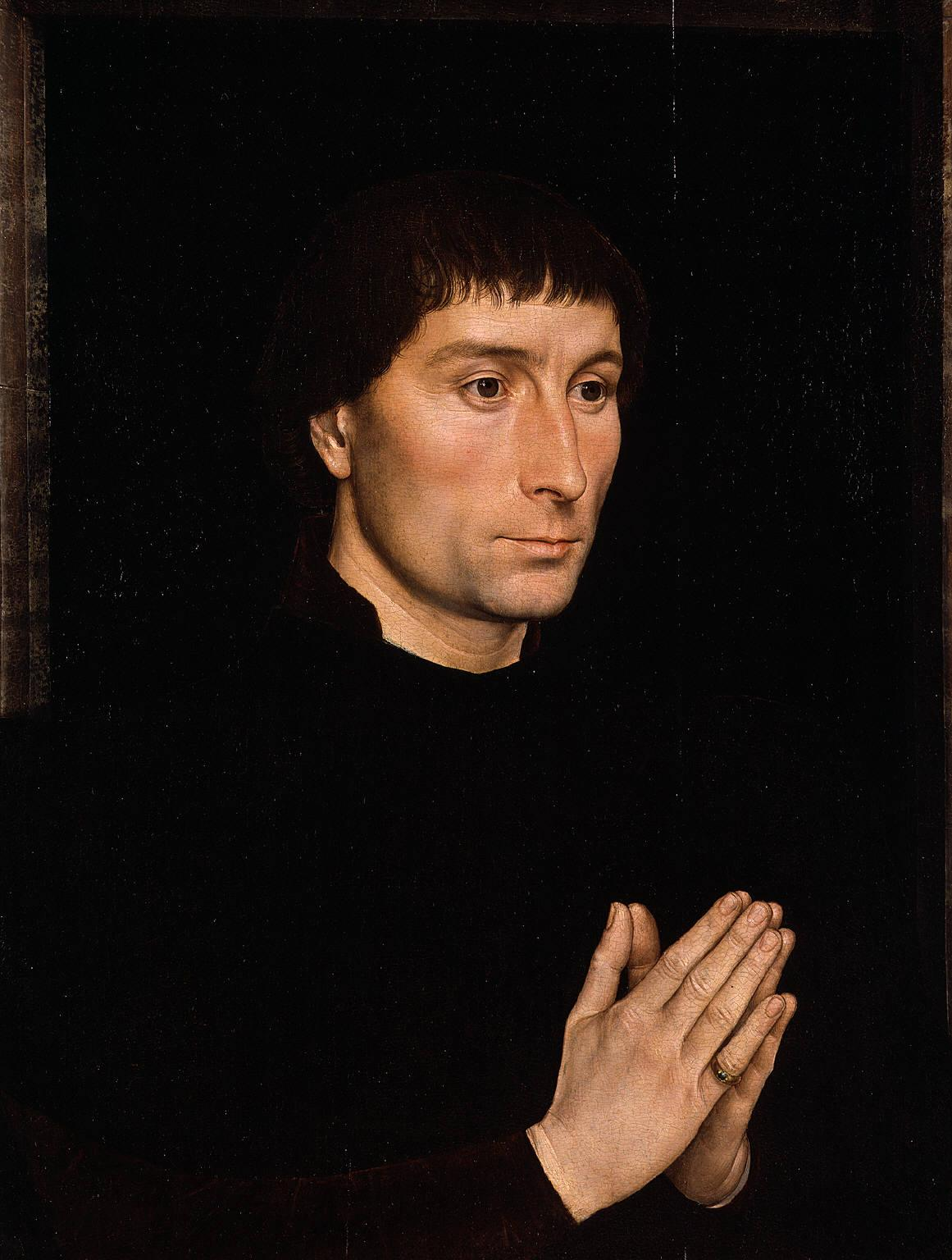
Retrato de Tommaso Portinari, c. 1470. Museo metropolitano de Arte, Nueva York.

El retrato fue encargado por Tommaso Portinari (hacia 1428- 1499 o 1500), un amante del arte, como el ala derecha de un tríptico. La retratada está colocada opuesta a su marido, con una Virgen con el Niño en el centro ahora perdida. Su pequeño tamaño e intimidad sugiere que los retratos fueron encargados para la oración privada; sin embargo, algunos historiadores del arte creen, dado el conocimiento artístico y preocupación por su estatus social de Tommaso, que estaría parcialmente accesible al público. El tríptico puede haber sido pensado para la Capilla Portinari, localizada detrás del ábside de la basílica de San Eustorgio, en Milán, y construida entre 1462 y 1468.
María tendría alrededor de 14 años en el momento en que fue pintado el retrato, el año de su matrimonio en 1470, o poco después. Tommaso representaba al Banco Medici en Brujas, pero después de una carrera temprana prometedora otorgó préstamos a Carlos el Temerario que quedaron impagos y finalmente llevaron a la insolvencia de la filial. Cuando el retrato fue mencionado por primera vez como parte de su colección en 1501, ya no estaba vivo. María, viuda, fue ejecutora de la última voluntad de su marido pero su destino después se desconoce. El inventario de 1501 describe los retratos como alas laterales, con una Virgen con el Niño en la tabla central; "una pequeña y valiosa pintura, con una imagen de Nuestra Señora en el medio y en los lados pintados Tommaso y mona Maria su esposa" (una tavoletta dipinta preg[i]ata cum nel mezo una immagine di Nostra Donna e delle bande si è Tommaso e mona Maria sua donna dipinti en deta tavoletta).

## Descripción

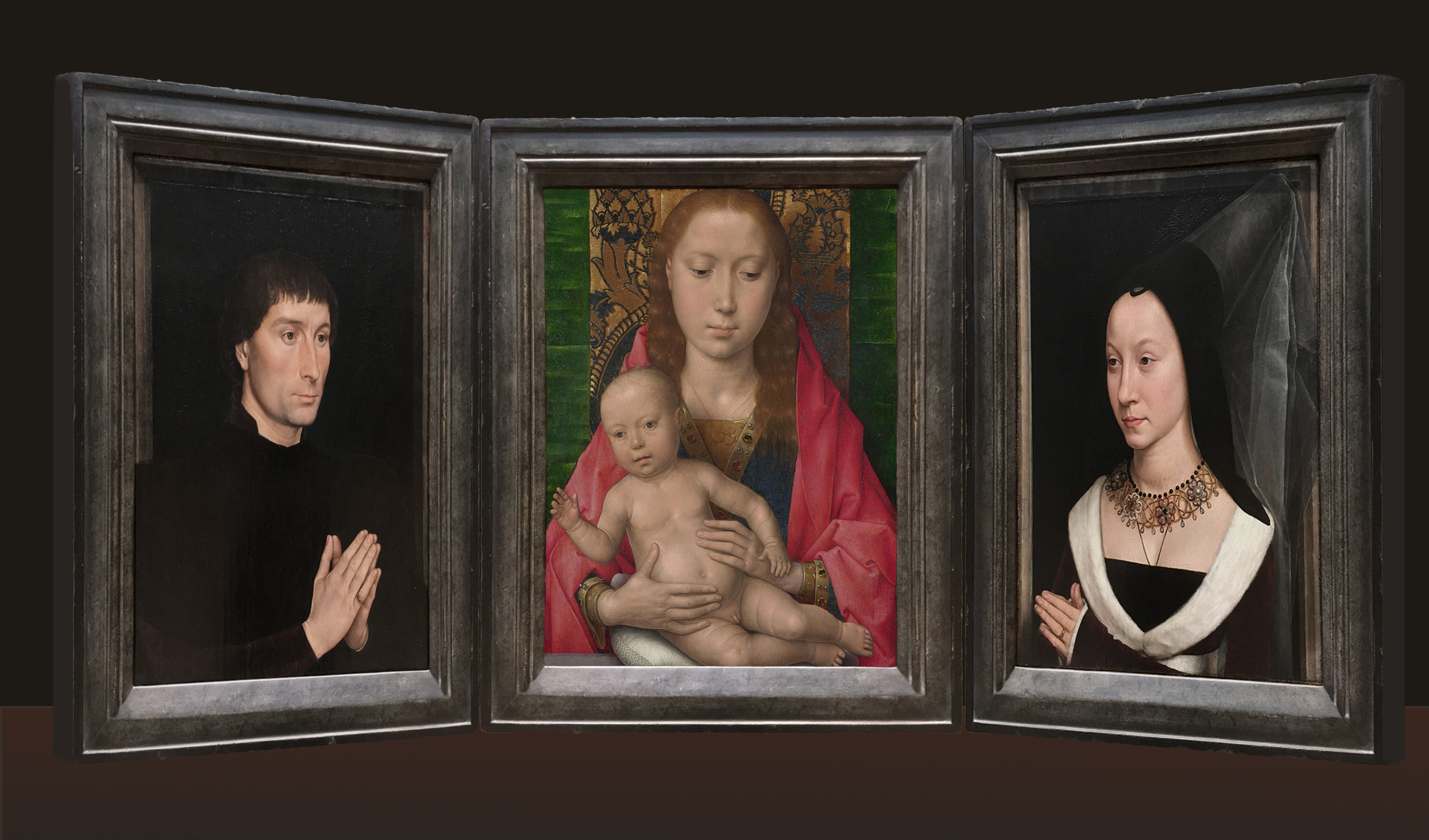
Reconstrucción especulativa del tríptico original, con un Virgen con el Niño en el centro.

El retrato de medio cuerpo muestra a María Portinari (nacida en Florencia como Maria Maddalena Baroncelli en 1456) en una vista de tres cuartos girada a la izquierda. Tiene unos rasgos algo nórdicos, y está vestida a la última moda de la alta sociedad flamenca. Está colocada contra un fondo liso, opaco  y oscuro, con las manos unidas en oración. En los primeros retratos de Memling los fondos tienden a ser lisos y oscuros, como era invariablemente el caso en los trabajos de Jan van Eyck y Rogier van der Weyden, y favorecido en los círculos de la corte borgoñona. En contraste, los retratos posteriores de Memling serán puestos ante ricos interiores o paisajes enmarcados por columnas, como en su retrato de Benedetto Portinari, un hecho que ayuda a datar su trabajo.
La cara de María está un tanto idealizada según los ideales contemporáneos de belleza, especialmente las cejas perfiladas y la nariz alargada. El historiador del arte Lorne Campbell ha notado su semejanza facial con la Virgen en la tabla de Memling en el Museo Nacional de Arte Antiguo, Lisboa. En este trabajo, el torso de María es ligeramente pequeño comparado con su cabeza, una característica habitual en el arte nórdico de la época, también encontrada en trabajos similares de Rogier van der Weyden y Petrus Christus. Sus codos se apoyan en un alféizar oculto que coincide con el borde inferior del marco pintado simulando piedra, actuando como trampantojo que la sitúa en la misma realidad y más cercana al espectador. María lleva un anillo nupcial relativamente modesto con un rubí y un zafiro. Su precioso y original collar combina oro, coral rojo, ónix y perlas, y es el mismo que luce en su retrato en el Tríptico Portinari luego encargado a Hugo van der Goes.

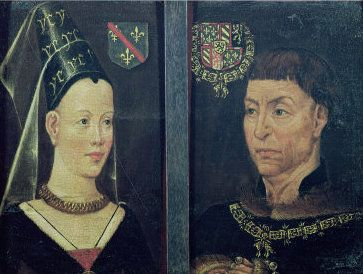
Retrato doble de Carlos el Temerario e Isabel de Borbón. Artista desconocido,, Museo de Bellas artes, Gante.

El hennin negro es truncado pero alto con un sencillo velo transparente que cae por detrás del cuello, descansando levemente en su hombro. Probablemente se mantuvo relativamente sin adornos para no distraer del fabuloso collar. Su vestido es marrón rojizo con el frente negro, un escote amplio pero alto y dobladillos blancos en las mangas, el mismo color que el cinturón ancho. Portinari tiene ojos castaños, una nariz fuerte, labios carnosos y barbilla apuntada. Su mano visible, lleva un anillo con piedras preciosas. Su cabello está afeitado para conseguir la frente muy alta y la mirada escultórica de moda. El collar de la retratada está dorado y tachonado con perlas, rubíes y zafiros. Contiene tres flores abiertas; una blanca con un rubí central, otra roja con un zafiro, y una gris azulada con una perla. La línea superior contiene una fila de cuentas de ónix, y cuelgan, según la historiadora del arte Sophie McConnell "pequeñas lágrimas" engarzadas en metal esmaltado gris azulado. El collar es muy similar al lucido por Margarita de York en su boda con Carlos el Temerario en 1468, ocasión a la que asistieron los Portinari. Una representación doble de Carlos el Temerario con Isabel de Borbón, ahora en Gante, copia de un van der Goes perdido, es muy similar en sus rasgos faciales y composición a esta obra.
La tabla se encuentra en muy buena condición y consta entre los trabajos de Memling mejor conservados. El examen técnico con rayos x muestra que el hennin originalmente incluía perlas bordadas formando las letras "T" y "M", iniciales de Tommaso y María. Similares monogramas con perlas, una señal de conexión marital, pueden ser encontrados en otros retratos de Memling de la pareja. Maryan Ainsworth concluye que se eliminaron de la composición final ya que pueden haber sido "consideradas una demostración de opulencia demasiado evidente en presencia de la Virgen y el Niño, el objeto ahora perdido de la veneración de María." La oreja de la joven en principio estaba descubierta, pero luego fue cubierta por la amplia banda frontal del hennin, un cambio de mentalidad también encontrado en el retrato muy similar de la donante femenina en el Tríptico Donne del mismo Memling de finales de los años 1470 o principios de los 1480.

## Procedencia

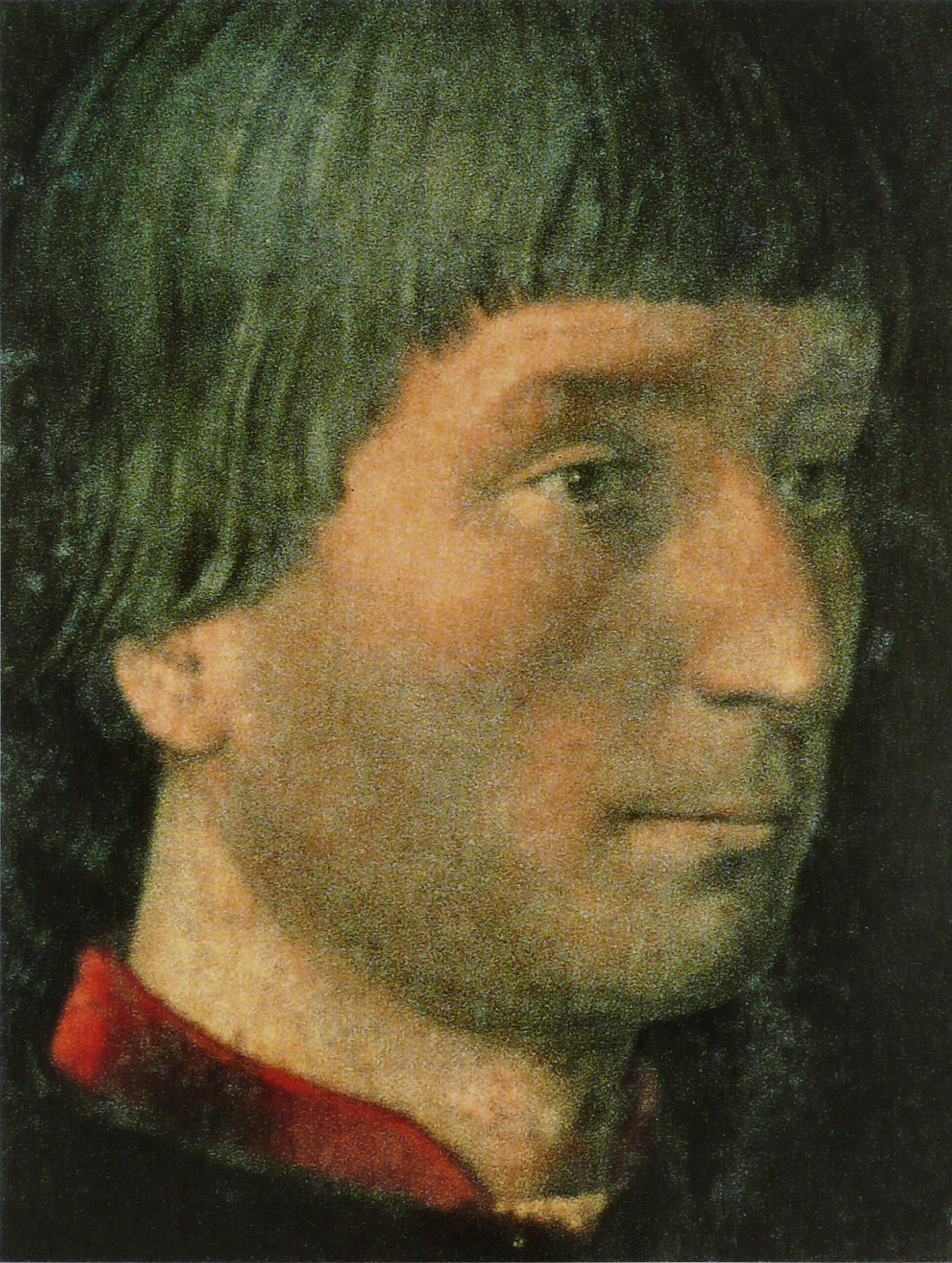
Detalle del retrato de Hugo van der Goes de Tommaso, c. 1470.

La tabla fue atribuida en varias ocasiones a van der Goes y van Eyck, pero fue reconocida como un Memling por la época de la Exposición de Primitivos Flamencos en 1902 en Brujas, cuando fue prestado por Léopold Goldschmidt de París. En 1916 Max J. Friedländer lo describió como "sin duda" de Memling, y de hacia 1475. La historiadora del arte Catheline Périer-d'Ieteren, observa que aunque los rostros de Memling siempre están bien pintados, esta tabla "incluye líneas incisas abocetadas" que pueden ser dibujos preliminares  para la cara de María, quizás trazados del natural.

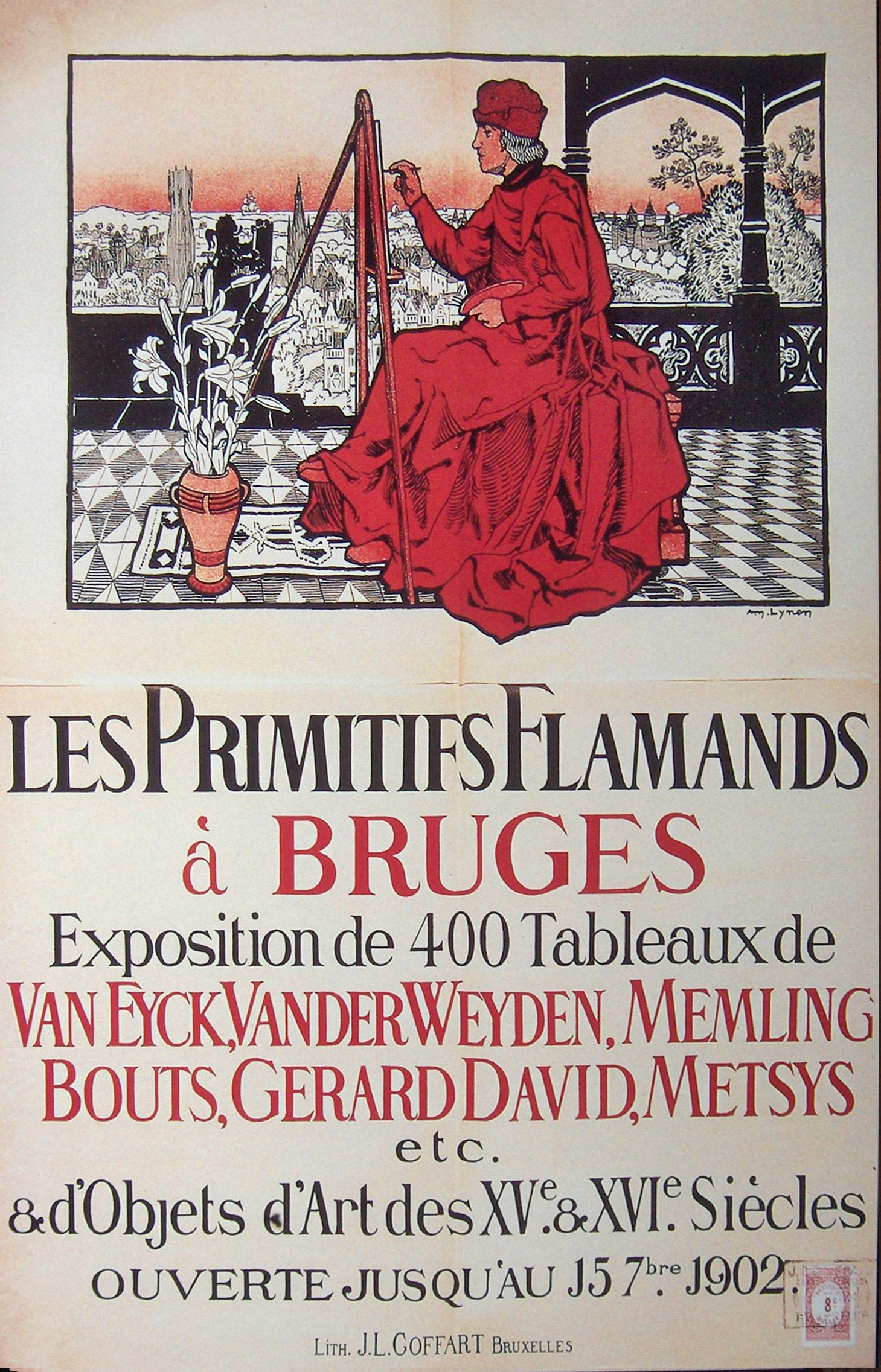
Cartel de la Exposición de Primitivos Flamencos, en Brujas en 1902.

El tríptico consta en un inventario de las pertenencias de Tommaso a su muerte. Las tablas de Nueva York pasaron a su hijo Francesco. La tabla central fue descrita en su testamento de 1544 como "un pequeño tabernáculo con tres alas móviles, en el que se representa a la gloriosa Virgen María y el padre y madre del donante" (unum tabernaculettum que clauditur con tribus sportellis, en qua est depicta imago Gloriossime virginis Marie et patris et matris dicti testatoris). Francesco legó el tríptico al convento del hospital de Santa Maria Nuova en Florencia. Los registros indican un pequeño retablo alado intacto que permaneció en posesión del hospital hasta aproximadamente la época de la ocupación napoleónica, cuando probablemente se rompió o fue dividido.
La tabla de María fue vendida como trabajo de Dieric Bouts por 6.000 francos en 1870. Más tarde pasó a través de varias colecciones privadas antes de llegar a posesión de Elia Volpi de Roma, quien brevemente lo devolvió a Florencia. Después las tablas estuvieron en Londres desde 1901, en donde fueron vendidas a Villeroy Goldschmidt de París por $426.500 en 1910. Fueron adquiridas, también en 1910, por el coleccionista Benjamin Altman de Nueva York con el consejo de Max Friedländer, junto con otras obras de Alberto Durero, Gerard David y Hans Holbein el Joven – pinturas cuya "austeridad grave parece haber estado más en sintonía con su propio gusto". Altman legó sus posesiones al Metropolitan Museum a su muerte en 1913.